# Eupithecia bicolor
Eupithecia bicolor là một loài bướm đêm trong họ Geometridae.